# Bavly
Cet article possède un paronyme, voir Bavli.
Bavly (en russe : Бавлы ; en tatar : Баулы, Bawlı) est une ville de la république du Tatarstan, en Russie, et le centre administratif du raïon de Bavly. Sa population s'élève 22 145 habitants en 2019.

## Géographie
Bavly est arrosée par la rivière Bavly, un affluent de l'Ik, et se trouve à 180 km au sud-ouest d'Oufa, à 307 km au sud-est de Kazan et à 1 006 km à l'est de Moscou.

## Histoire
Bavly est fondée en 1755, reçoit le statut de commune urbaine en 1950 et celui de ville en 1997.

## Population
Recensements (*) ou estimations de la population
| 1939* | 1959*  | 1970*  | 1979*  | 1989*  | 2002*  | 2010*  |
| ----- | ------ | ------ | ------ | ------ | ------ | ------ |
| 2 800 | 13 315 | 14 706 | 16 070 | 20 025 | 22 939 | 22 109 |

| 2013   | 2014   | 2015   | 2016   | 2017   | 2018   | 2019   |
| ------ | ------ | ------ | ------ | ------ | ------ | ------ |
| 22 154 | 22 178 | 22 114 | 22 235 | 22 258 | 22 272 | 22 145 |

## Économie
L'économie est dominée par l'industrie du pétrole et du gaz naturel, exploités par la société Bavlyneft (Бавлынефть), filiale de Tatneft (Татнефть).